# Демодуляція
Демодуляція, або детектува́ння (англ. demodulation, detection, rectification), — перетворення високочастотних модульованих (наприклад, за амплітудою) коливань для виділення низькочастотного сигналу; є процесом, зворотним до модуляції коливань, і складовою частиною радіоприйому.

## Загальний опис
Найбільш поширений випадок детектування — демодуляція — процес, зворотний модуляції, тобто виділення НЧ модулюючого сигналу з модульованих ВЧ коливань (наприклад, виділення коливань звукової частоти або сигналів зображення).
У більшості детекторів демодуляція здійснюється за допомогою електронних приладів з нелінійною ВАХ (діодів, транзисторів тощо). Відповідно до видів модуляції коливань розрізняють амплітудні, частотні і фазові детектори. У амплітудному детекторі, призначеному для детектування амплітудно-модульованих (АМ) коливань, як елемент з нелінійною ВАХ найчастіше застосовують напівпровідниковий діод. У колі детектора АМ-коливання перетворюються на ВЧ-імпульси струму одного напряму, амплітуда яких змінюється за законом модуляції ВЧ коливань. Цей струм створює на резисторі в колі діода імпульси напруги, амплітуда яких також змінюється за законом модуляції. Резистор з'єднується з діодом або послідовно (послідовний детектор), або паралельно (паралельний детектор). За допомогою електричного фільтра низьких частот із спектра імпульсної напруги виділяються коливання звукової частоти, що повторюють модулюючий сигнал. Здебільшого продетектована напруга підводиться потім до підсилювача електричних коливань.